# Down Two Then Left
| Recensione                        | Giudizio    |
| --------------------------------- | ----------- |
| AllMusic                          |             |
| Robert Christgau                  | B           |
| The New Rolling Stone Album Guide | [ 4 ]       |
| Sputnikmusic                      | 3.3 (Great) |
| Dizionario del Pop-Rock           | [ 6 ]       |

Down Two Then Left è l'ottavo album in studio del cantautore statunitense Boz Scaggs, pubblicato nel novembre del 1977.

## Tracce

### LP
Lato A (AL 34729)
1. Still Falling for You – 3:53 (Boz Scaggs)
2. Hard Times – 4:28 (Boz Scaggs)
3. A Clue – 3:58 (Boz Scaggs)
4. Whatcha Gonna Tell Your Man – 3:52 (Boz Scaggs, Jai Winding)
5. We're Waiting – 6:21 (Boz Scaggs, Michael Omartian)

Lato B (BL 34729)
1. Hollywood – 3:08 (Boz Scaggs, Michael Omartian)
2. Then She Walked Away – 4:05 (Boz Scaggs, Michael Omartian)
3. Gimme the Goods – 4:14 (Boz Scaggs, Michael Omartian)
4. 1993 – 4:03 (Boz Scaggs, Michael Omartian)
5. Tomorrow Never Came / Tomorrow Never Came (Reprise) – 4:38 (Boz Scaggs)

## Musicisti
- Boz Scaggs – voce solista
- Boz Scaggs – cori (brani: Still Falling for You / We're Waiting)
- Boz Scaggs – chitarra solista (brani: Hard Times / Whatcha Gonna Tell Your Man)
- Jeff Porcaro – batteria
- Jeff Porcaro - timbales (brano: Gimme the Goods)
- Michael Omartian – tastiere
- Michael Omartian – accordion, marimba (brano: Still Falling for You)
- Michael Omartian – arrangiamento e conduzione strumenti a corda e strumenti a fiato (brano: Tomorrow Never Came - Tomorrow Never Came (Reprise))
- Jai Winding – piano acustico (brano: Whatcha Gonna Tell Your Man)
- Scott Edwards – basso
- Jay Graydon – chitarre
- Jay Graydon - chitarra solista (brano: Then She Walked Away)
- Ray Parker Jr. – chitarre
- Steve Lukather - chitarra solista (brani: A Clue / Gimme the Goods)
- Chuck Findley – flicorno solista (brano: We're Waiting)
- Chuck Findley – strumento a fiato (brano: Tomorrow Never Came - Tomorrow Never Came (Reprise))
- Steve Madaio – strumento a fiato (brano: Tomorrow Never Came - Tomorrow Never Came (Reprise))
- Ernie Watts – strumento a fiato (brano: Tomorrow Never Came - Tomorrow Never Came (Reprise))
- Fred Selden – strumento a fiato (brano: Tomorrow Never Came - Tomorrow Never Came (Reprise))
- Don Menza – strumento a fiato (brano: Tomorrow Never Came - Tomorrow Never Came (Reprise))
- David Duke – strumento a fiato (brano: Tomorrow Never Came - Tomorrow Never Came (Reprise))
- Dana Hughes – strumento a fiato (brano: Tomorrow Never Came - Tomorrow Never Came (Reprise))
- Barbara Korn – strumento a fiato (brano: Tomorrow Never Came - Tomorrow Never Came (Reprise))
- Sid Sharp – concertmaster (brano: Tomorrow Never Came - Tomorrow Never Came (Reprise))
- David Hungate – basso (brano: Still Falling for You)
- Bobbye Hall – bongos (brani: Still Falling for You / Gimme the Goods)
- Alan Estes – congas (brano: Whatcha Gonna Tell Your Man)
- Victor Feldman – claves (brano: Hard Times)
- Victor Feldman – vibrafono (brano: Hollywood)
- Carolyn Willis – cori (brani: Still Falling for You / ''We're Waiting / Hollywood / Then She Walked Away)
- Jim Gilstrap – cori (brano: Hard Times)
- Zedric Turnbough – cori (brano: Hard Times)
- John Lehman – cori (brani: Hard Times / A Clue)
- Venetta Fields – cori (brano: A Clue)
- Phyllis St. James – cori (brani: A Clue / Then She Walked Away)
- Roy Galloway – cori (brano: A Clue)
- Bobby King – cori (brano: Whatcha Gonna Tell Your Man)
- Eldridge King – cori (brano: Whatcha Gonna Tell Your Man)
- Terry Evans – cori (brano: Whatcha Gonna Tell Your Man)
- Carolyn Willis – voci (brano: Whatcha Gonna Tell Your Man)
- Myrna Matthews – cori (brani: Hollywood / Then She Walked Away)
- Julia Tillman Waters – cori (brano: Hollywood)
- James Haas – cori (brano: 1993)
- Stan Farber – cori (brano: 1993)

Note aggiuntive
- Joe Wissert – produttore
- Registrazioni (e mixaggio) effettuate al Hollywood Sound Recorders di Hollywood (California)
- Tom Perry – ingegnere delle registrazioni
- Nancy Donald – design copertina album originale
- Guy Bourdin – foto copertina album originale
- Irv Azoff – management[7]

## Classifica
Album
| Anno | Classifica            | Posizione raggiunta |
| ---- | --------------------- | ------------------- |
| 1978 | Billboard 200         | 11                  |
| 1977 | Official Albums Chart | 55                  |

Singoli
| Anno | Titolo del brano | Classifica             | Posizione raggiunta |
| ---- | ---------------- | ---------------------- | ------------------- |
| 1978 | Hollywood        | Billboard Hot 100      | 49                  |
| 1977 | Hard Times       | Billboard Hot 100      | 58                  |
| 1977 | Hollywood        | Official Singles Chart | 33                  |